# Al-Masjid al-Haram

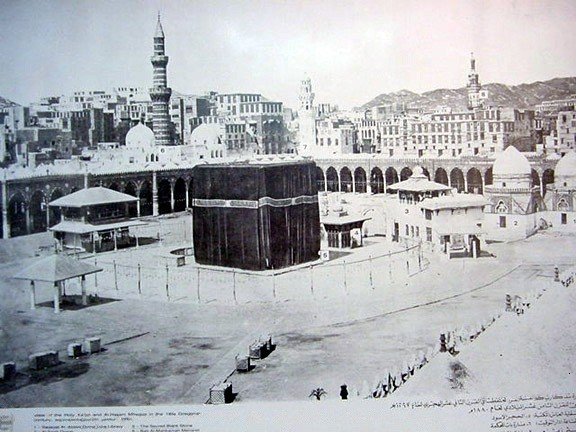
De Masjid al-Haram moskee in 1880

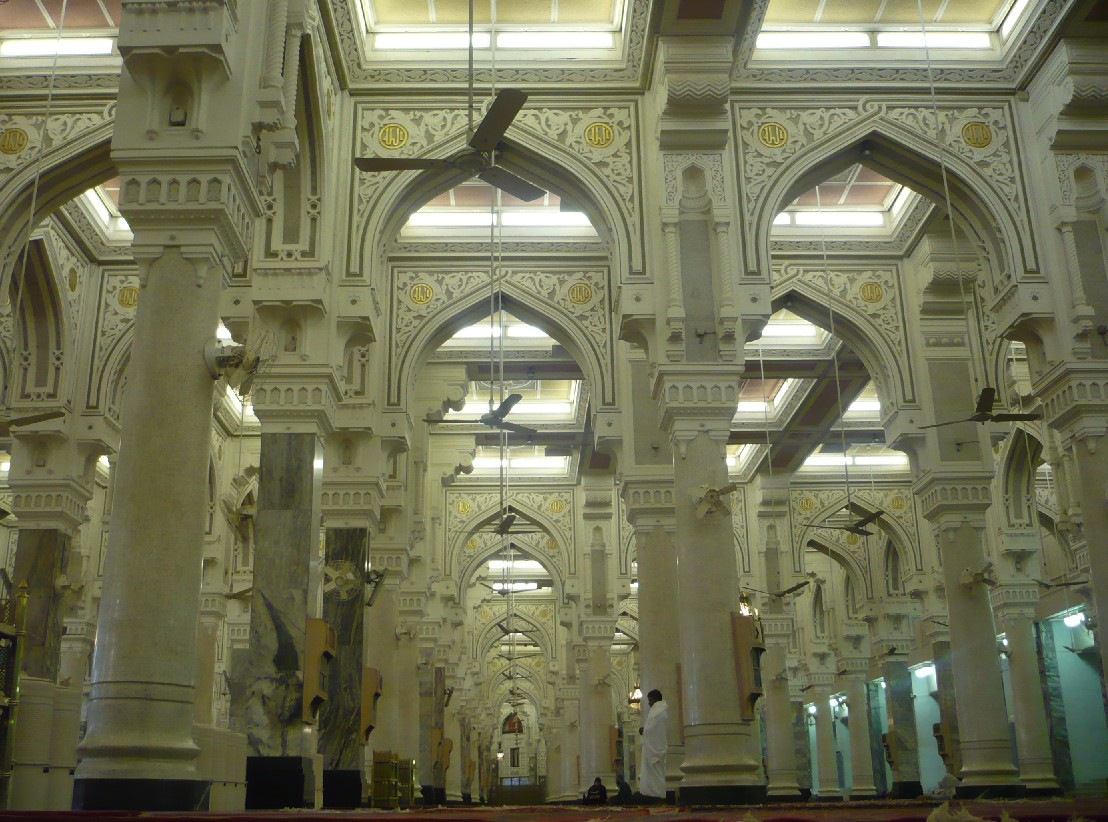
Interieur

Al-Masjid al-Haram (Arabisch: المسجد الحرام) is de grote moskee in de Saoedische stad Mekka. In deze moskee bevindt zich de Ka'aba. De Ka'aba is volgens de islamitische overlevering het eerste gebedshuis ter wereld. Deze moskee is ook bekend onder de naam Haram en Haram Sharif.
Binnen deze moskee is er plaats voor ongeveer 820.000 moslims. Tijdens de hadj is de moskee echter overvol van de bedevaartgangers en wordt er overal in de straten van Mekka gebeden.
Volgens de Islamitische overlevering is de moskee herbouwd door profeet Abraham (Ibrahim), met hulp van zijn zoon Ismael (Ismail).
Deze is daarvoor oorspronkelijk door engelen gebouwd, nog voordat de mens geschapen was. God had hen de opdracht gegeven een plaats der aanbidding te bouwen op aarde, die een weerspiegeling van al-Baytu l-Ma'mur (Arabisch: البيت المعمور het huis der aanbidding) zou zijn. Al-Baytu l-Ma'mur is een hemelse Ka'aba in de zevende Hemel recht boven de aardse, waar Mohammed na zijn bezoek tijdens de Nachtreis over zei dat iedere dag 70.000 andere engelen God aanbidden.
De moslims gebruiken de Zwarte Steen van de Ka'aba in de moskee als gebedsrichting tijdens de salat om de eenheid te symboliseren.
De moskee telt negen minaretten. Alleen de Moskee van de Profeet te Medina telt er meer, namelijk tien.
Islamitische militanten veroverden de moskee in november 1979. De bezetting duurde twee weken. Bij gevechten rondom de moskee vielen honderden doden.

## Ka'aba
Ka'aba betekent letterlijk in het Arabisch vierkanten huis. Het woord Ka'aba kan ook worden afgeleid van het woord kubus.
Sommige andere namen zijn:
- Al-Bait ul 'Ateeq welke, volgens een interpretatie, betekent de eerste en oudste. Volgens anderen interpretaties betekent het de onafhankelijke en bevrijdende.
- Al-Bayt ul Haram welke ook vertaald kan worden als de eervolle of heilige huis.

De Ka'aba is opgebouwd uit de lagen van groen-blauwe stenen uit de heuvels rondom Mekka. De vier hoeken verwijzen ieder naar de vier punten van het kompas. In de oostelijke hoek zit de Hajr-al-Aswad (de Zwarte Steen), in de noordelijke hoek ligt de Rukn-al-Iraqi (De Iraakse hoek), op het westen ligt de Rukn-al-Shami (De Syrische hoek) en op het zuiden de Rukn-al-Yamani (de Jemenitische hoek). De vier muren zijn bedekt met de kiswah, een zwartfluwelen doek met zware gouddraden bestikt die ayaat vormen uit de Koran.

## Imams
Imams in Haram Sharif zijn:
- Sheikh Dr. Abdul Rahman Al-Sudais (Arabisch:عبد الرحمن السديس), Leidende imam / Hoofd van imams in Masjid Al Haram
- Sheikh Abdullah Awad Al Juhany (Arabisch:عبدالله عواد الجهني), sinds 2005 in taraweeh imam tijdens ramadan / voltijd imam sinds juli 2007 (vroeger imam in Masjid Al-Nabawi)
- Sheikh Mahir Al-Muaiqly (Arabisch:ماهر المعيقلي), sinds 2007 imam (voorheen taraweeh-imam in Masjid Al-Nabawi tijdens ramadan 2005 en 2006)
- Sheikh Dr. Salih bin Abdullah bin Humaid (Arabisch:صالح بن حميد), voorzitter Saudisch Majlis al-Shura
- Sheikh Dr. Usaamah bin Abdullah Khayyat (Arabisch:أسامة بن عبدالله خياط)
- Sheikh Faisal Ghazzawi (Arabisch: فيصل غزاوي), aangewezen na hadj 2008
- Sheikh Bandar Baleelah (Arabisch: بندر بليلة), aangewezen tijdens ramadan 2013
- Sheikh Yasser Al Dosari ( Arabisch: ياسر الدوسري ) aangewezen tijdens ramadan 2015

Voormalige Imams:
- Sheikh Saud Al Shuraim ( Arabisch: سعود الشريم ) op eigen verzoek is die op pensioen gegaan. Hij leidde zijn laatste gebed Magrib op 8 oktober 2022.
- Sheikh Muhammed Al-Subayyil (Arabisch:محمد السبيل) leidde zijn laatste gebed in 2007, overleden in 2012
- Sheikh Abdullah Al-Khulaifi (Arabisch:عبد الله الخليفي)
- Sheikh Ali Bin Abdullah Jaber (Arabisch: على بن عبد الله جابر) leidde het taraweeh gebed in de jaren 80, overleden in 2005
- Sheikh Umar Al-Subayyil (Arabisch:عمر السبيل), zoon van Muhummad Al-Subayyil, overleden in 2002
- Sheikh Abdullah Al Humaid (Arabisch:عبد الله الحميد), hoofd justitie in Saudi-Arabië.
- Sheikh Abdullah Al-Harazi (Arabisch: عبدالله الحرازي), voorzitter Saudisch Majlis al-Shura
- Sheikh Abdullah Khayyat (Arabisch: عبدالله خياط)
- Sheikh Dr. Salah Ibn Muhammad Al Budair (Arabisch:صلاح بن محمد البدير), leidde taraweeh in 2005-2006 / nu imam in Masjid Al-Nabawi
- Sheikh Adil Al Kalbani (Arabisch: عادل الكلبانى), leidde taraweeh in 2008
- Sheikh Dr.Salih Aal-Taalib (Arabisch:صالح ال طالب), sinds 2002 / rechter in Mecca High Court
- Sheikh Khaled Al Ghamdi (Arabisch:خالد الغامدي), aangewezen na hadj 2007

## Muezzins
Vandaag de dag delen meerdere families de adhan plicht in Al-Masjid al-Haram: Mulla, Shaker, Rayes, Al-AlAbbas, Hadrawi, Basnawi, Khouj, Marouf and Feedah. Sommige van deze families behouden deze positie al voor honderden jaren, zoals de familie Al-Abbas welke uit de bloedlijn komen van Abbas ibn Abd al-Muttalib.
Voormalige muezzins:
- Mohammed Hassan Al-AlAbbas (Arabisch: محمد حسن بن أحمد آل العباس) overleed in 1971 .
- ِAbdulHafith Khoj (Arabisch: عبد الحفيظ خوج) .
- AbdulRahman Shaker (Arabisch: عبد الرحمن شاكر) .
- Ahmad Shahhat (Arabisch: أحمد شحات) .
- Mohammad Ramul (Arabisch: محمد رمل) .
- Hassan Zabidi (Arabisch: حسان زبيدي) .

De moskee heeft tegenwoordig 13 muezzins:
- Ali Ahmed Mulla (Arabisch: على أحمد ملا) (langst dienende muezzin).
- Abdullah Asad Reyes (Arabisch: عبدالله أسعد ريس).
- Abdulaziz Asad Reyes (Arabisch: عبدالعزيز أسعد ريس).
- Mohammed Ali Shaker (Arabisch: محمد علي شاكر).
- Mohammed Yousif Shaker (Arabisch: محمد يوسف شاكر).
- Ibrahim Mohammed Hassan Al-AlAbbas (Arabisch: ابراهيم محمد حسن آل العباس).
- Majid Ibrahim Al-AlAbbas (Arabisch: ماجد ابراهيم آل العباس).
- Farouk Abdulrahman Hadrawi (Arabisch: فاروق عبد الرحمن حضراوى).
- Naif Feedah (Arabisch: نايف فيدة).
- Ahmed Abdullah Basnawi (Arabisch: أحمد عبدالله بصنوي).
- Ali Mohammed Moammar (Arabisch: علي محمد معمر).
- Toufik Khouj (Arabisch: توفيق خوج).
- Mohammed Siraj Marouf (Arabisch:محمد سراج معروف).

Nieuw aangewezen imams vanaf juli 2009
- Isam bin Ali Hasan Khan, hafiz / ijazah in tajweed en qira'ah / Phd in bouwkunde en lid van higher education University of Umul Quraa.
- Ahmed bin Ali Hasan Nuhas, Hafiz / MA in Islamitisch Onderwijs van Umul Qura Universiteit / Leraar in het voortgezet onderwijs.
- Ahmed bin Yunus Ishaq Hauja, hafiz / BA in Qira'ah van departement van Dawah and Usul Addin / Leraar in het voortgezet onderwijs.[1]

Er zijn nu zestien muezzins in de moskee. Tijdens ramadan worden er nog zes extra muezzins aangewezen. Naast het doen van de adhan ondersteunt de muezzin de imam ook door het hardop nazeggen van wat de imam tijdens de salat zegt. Omdat het aantal moskeebezoekers groot is tijdens ramadan, is het belangrijk dit te doen om zo alles hoorbaar te maken in de Grote Moskee en op het plein daarbuiten.